# Greenovy identity
Greenovy identity jsou souborem tří identit ve vektorové analýze. Jsou pojmenovány po matematikovi Georgovi Greenovi, který objevil tzv. Greenovu větu.

## První Greenova identita
Tato identita je odvozena z Gaussovy věty aplikované na vektorové pole {\displaystyle \mathbf {F} =\psi \nabla \phi }: Pokud platí, že φ má spojitou druhou derivaci, a ψ má spojitou první derivaci na množině U, pak:
{\displaystyle \int _{U}\left(\psi \nabla ^{2}\phi \right)\,dV=\oint _{\partial U}\left(\psi {\partial \phi  \over \partial n}\right)\,dS-\int _{U}\left(\nabla \phi \cdot \nabla \psi \right)\,dV}

## Druhá Greenova identita
Pokud φ a ψ mají obě spojité druhé derivace na U, pak:
{\displaystyle \int _{U}\left(\psi \nabla ^{2}\phi -\phi \nabla ^{2}\psi \right)\,dV=\oint _{\partial U}\left(\psi {\partial \phi  \over \partial n}-\phi {\partial \psi  \over \partial n}\right)\,dS}

## Třetí Greenova identita
Greenova třetí identita je odvozena z druhé pokud položíme {\displaystyle \phi (.)={1 \over |\mathbf {x} -.|}} a {\displaystyle \nabla ^{2}\phi =-4\pi \delta \left(\mathbf {x} -.\right)} v R3: Pokud ψ má spojitou druhou derivaci na U .
{\displaystyle \oint _{\partial U}\left[{1 \over |\mathbf {x} -\mathbf {y} |}{\partial \psi  \over \partial n}(\mathbf {y} )-\psi (\mathbf {y} ){\partial  \over \partial n_{\mathbf {y} }}{1 \over |\mathbf {x} -\mathbf {y} |}\right]\,dS_{\mathbf {y} }-\int _{U}\left[{1 \over |\mathbf {x} -\mathbf {y} |}\nabla ^{2}\psi (\mathbf {y} )\right]\,dV_{\mathbf {y} }=k}
K = 4πψ(x) pokud x ∈ leží v U, 2πψ(x) pokud x ∈ ∂U a má tečnu v x, nule a všude jinde.